# La Fin du monde (bande dessinée)
La Fin du monde est le troisième album de la série Georges et Louis romanciers par Daniel Goossens. Il est prépublié pour la première fois dans le magazine Fluide glacial en 1997.

## Synopsis
En l'an 2022, un homme est pourchassé dans les rues de New York... tel est le début du scénario imaginé par Louis, un romancier travaillant dans le même bureau que son ami Georges, à qui il fait part de ses idées de romans.

## Scènes
L'album est divisé en plusieurs saynètes pouvant être lues aussi bien à la suite que de façon indépendante.
- La fin du monde
- Le bunker de l'angoisse
- Le caméléon
- La ronde des vanités
- La girafe
- Le secret de Maurice Chevalier
- Les Indiens
- La légende du chapeau de bison
- L'inondation de 1912
- La décadence de l'Empire romain
- La cravate
- L'humanité en danger
- Dans l'enfer des hommes
- Rien ne va plus